# (180103) 2003 FX6
(180103) 2003 FX6 — астероїд головного поясу, відкритий 26 березня 2003 року.
Тіссеранів параметр щодо Юпітера — 3,217.